# Giustiniano Marucco
Pio Giulio Alfredo Ferraris, zkráceně jen Pio Ferraris (19. květen 1899, Maggiora, Italské království – 5. únor 1959, Aielli, Itálie) byl italský fotbalový útočník.
S fotbalem začínal v Novaře, kde strávil celkem osm let. Hrál i jednu sezonu za Juventus. Kariéry ukončil v roce 1929 v Novaře.
Za reprezentaci odehrál dva zápasy na OH 1920.

## Hráčská statistika
| Sezóna  | Klub     | Liga      | Liga   | Liga | Ligové poháry | Ligové poháry | Ligové poháry | Kontinentální poháry | Kontinentální poháry | Kontinentální poháry | Celkem | Celkem |
| Sezóna  | Klub     | Soutěž    | Zápasy | Góly | Soutěž        | Zápasy        | Góly          | Soutěž               | Zápasy               | Góly                 | Zápasy | Góly   |
| ------- | -------- | --------- | ------ | ---- | ------------- | ------------- | ------------- | -------------------- | -------------------- | -------------------- | ------ | ------ |
| 1921/22 | Novara   | 1. divize | 2      | 2    | -             | 0             | 0             | -                    | 0                    | 0                    | 2      | 2      |
| 1923/24 | Novara   | 1. divize | 12     | 4    | -             | 0             | 0             | -                    | 0                    | 0                    | 12     | 4      |
| 1924/25 | Novara   | 1. divize | 15     | 4    | -             | 0             | 0             | -                    | 0                    | 0                    | 15     | 4      |
| 1925/26 | Novara   | 1. divize | 18     | 8    | -             | 0             | 0             | -                    | 0                    | 0                    | 18     | 8      |
| 1926/27 | Novara   | 2. divize | 0      | 0    | IP            | 2             | 2             | -                    | 0                    | 0                    | 2      | 0      |
| 1927/28 | Juventus | 1. divize | 19     | 1    | -             | 0             | 0             | -                    | 0                    | 0                    | 19     | 1      |
| 1928/29 | Novara   | 1. divize | 28     | 6    | -             | 0             | 0             | -                    | 0                    | 0                    | 28     | 6      |
| Celkem  | Celkem   | Celkem    | 94     | 25   | -             | 2             | 2             | -                    | 0                    | 0                    | 96     | 27     |

## Hráčské úspěchy

### Reprezentační
- 1x na OH (1920)